# R (programski jezik)
R je programski jezik i programsko okruženje za statističke izračune i grafikone. R je izvedba S programskog jezika inspirirana Scheme-om. Originalni tvorci R-a su Ross Ihaka i Robert Gentleman sa sveučilišta Auckland na Novom Zelandu, a sada ga razvija R Development Core Team.
Jezik R postao je standard među statističarima i široko se koristi za razvoj statističkog softvera i analizu podataka.
R je dio GNU projekta. Izvorni je kod besplatan i pod uvjetima GNU General Public Licence, a unaprijed sastavljene binarne verzije nude se za različite operativne sustave. R koristi sučelje naredbenog retka, ali postoji i više grafičkih korisničkih sučelja.

## Povijest
R je implementacija programskog jezika S nadahnuta programskim jezikom Scheme. S je razvio John Chambers 1976. godine za vrijeme rada u Bell Labs. Postoje razlike između dva prethodno spomenuta programska jezika, međutim velik dio koda napisanog za "S" stoji nepromijenjen. R su razvili Ross Ihaka i Robert Gentleman sa Sveučilišta Auckland na Novom Zelandu, a trenutno ga nadograđuje i razvija R Development Core Team. R je dobio ime po dvojici izvornih autora, a dijelom i kao igra riječi, jer je S naziv programskog jezika na temelju kojeg je nastao R. Projekt je započeo 1992. godine, prva verzija objavljena je 1995. godine, a stabilna beta verzija 2000.

## Značajke
R pruža širok raspon statističkih (linearni i nelinearni modeli, klasični statistički testovi, analiza vremenskih serija, klasifikacije, klasteri, itd.) i grafičkih tehnika. R je dizajniran kao pravi programski jezik, a korisnicima omogućuje dodatne funkcije definiranjem novih funkcija. Postoji nekoliko važnih razlika, ali R može koristiti velik dio nepromijenjenog S koda. Većina R-ovog sustava također je napisana na ovom jeziku, što korisnicima olakšava oblikovanje algoritama. Za zahtjevne zadatke mogu se povezati i pokrenuti C, C ++ i Fortran kod. Napredni korisnici mogu napisati C kôd za izravno upravljanje R objektima.
R se može proširiti putem korisničkih paketa koji omogućuju upotrebu specijaliziranih statističkih alata. Budući da je inspiriran S-om, R ima bolju podršku za objektno orijentirano programiranje od ostalih statističkih programskih jezika. Proširivost R-a također je olakšana jezičnim rasponom.
Još jedna prednost Ra-a su njegove grafičke mogućnosti, koje pružaju grafiku dovoljno dobre kvalitete za objavljivanje u publikacijama koja uključuje matematičke simbole. R ima vlastiti format dokumenta poput LaTeX- a, koji se koristi za predstavljanje sveobuhvatne dokumentacije, putem Interneta u brojnim formatima ili u tiskanom obliku.
Osim kao okruženje za statističke izračune i razvoj softvera, R se također može koristiti kao općeniti alat za izračunavanje matrica izvedbe usporedive s GNU Octave i MATLAB-om. Sučelje RWeka dodano je popularnom Weka softveru za rudarenje podataka koji omogućuje mogućnost pisanja i čitanja u arff formatu.

## R paketi
Mogućnosti R-a proširuju se pomoću takozvanih paketa koje izrađuju i objavljuju korisnici, a koji omogućuju upotrebu specijaliziranih statističkih alata, alata za grafički prikaz (npr. Ggplot2), alate za uvoz / izvoz podataka, za izradu izvješća (knitr, Sweave) itd. Ovi su paketi razvijeni prvenstveno u R-u, ali ponekad se u razvoju koriste i Java, C ili Fortran.

## Primjeri

### Osnovna sintaksa
Sljedeći primjer prikazuje osnovnu sintaksu i upotrebu naredbenog retka.
Prilikom unosa koda poželjno je koristiti strelice sastavljene od dva znaka <-, ali je moguće koristiti i znakove jednakosti =.
```
> 
x
 
<-
 
1
:
6
 
# Create a numeric vector in the current environment

> 
y
 
<-
 
x
^
2
 
# Create vector based on the values in x.

> 
print
(
y
)
 
# Print the vector’s contents.

[1] 1 4 9 16 25 36

> 
z
 
<-
 
x
 
+
 
y
 
# Create a new vector that is the sum of x and y

> 
z
 
# return the contents of z to the current environment.

[1] 2 6 12 20 30 42

> 
z_matrix
 
<-
 
matrix
(
z
,
 
nrow
=
3
)
 
# Create a new matrix that turns the vector z into a 3x2 matrix object

> 
z_matrix
 

     [,1] [,2]

[1,]    2 20

[2,]    6 30

[3,]   12 42

> 
2
*
t
(
z_matrix
)
-2
 
# Transpose the matrix, multiple every element by 2, subtract 2 from each element in the matrix, and return the results to the terminal.

     [,1] [,2] [,3]

[1,]    2 10 22

[2,]   38 58 82

> 
new_df
 
<-
 
data.frame
(
t
(
z_matrix
),
 
row.names
=
c
(
'A'
,
'B'
))
 
# Create a new data.frame object that contains the data from a transposed z_matrix, with row names 'A' and 'B'

> 
names
(
new_df
)
 
<-
 
c
(
'X'
,
'Y'
,
'Z'
)
 
# set the column names of new_df as X, Y, and Z.

> 
print
(
new_df
)
  
#print the current results.

   X Y Z

A 2 6 12

B 20 30 42

> 
new_df
$
Z
 
#output the Z column

[1] 12 42

> 
new_df
$
Z
==
new_df
[
'Z'
]
 
&&
 
new_df
[
3
]
==
new_df
$
Z
 
# the data.frame column Z can be accessed using $Z, ['Z'], or [3] syntax, and the values are the same. 

[1] TRUE

> 
attributes
(
new_df
)
 
#print attributes information about the new_df object

$names

[1] "X" "Y" "Z"

$row.names

[1] "A" "B"

$class

[1] "data.frame"

> 
attributes
(
new_df
)
$
row.names
 
<-
 
c
(
'one'
,
'two'
)
 
## access and then change the row.names attribute; can also be done using rownames()

> 
new_df

     X Y Z

one 2 6 12

two 20 30 42

```

### Funkcije
Jedna od prednosti R-a je lakoća stvaranja novih funkcija. Objekti ostaju lokalni za funkciju i mogu se vratiti u bilo koji tip podataka.
```
# Declare function “f” with parameters “x”, “y“

# that returns a linear combination of x and y.

f
 
<-
 
function
(
x
,
 
y
)
 
{

  
z
 
<-
 
3
 
*
 
x
 
+
 
4
 
*
 
y

  
return
(
z
)
 
# the return() function is optional here

}

```

```
> 
f
(
1
,
 
2
)

[1] 11

> 
f
(
c
(
1
,
2
,
3
),
 
c
(
5
,
3
,
4
))

[1] 23 18 25

> 
f
(
1
:
3
,
 
4
)

[1] 19 22 25

```

### Modeliranje i grafički prikazi
R ima ugrađenu podršku za modeliranje podataka i grafiku. Sljedeći primjer prikazuje kako R može lako generirati i iscrtati linearni model.
```
> 
x
 
<-
 
1
:
6
 
# Create x and y values

> 
y
 
<-
 
x
^
2
  

> 
model
 
<-
 
lm
(
y
 
~
 
x
)
  
# Linear regression model y = A + B * x.

> 
summary
(
model
)
  
# Display an in-depth summary of the model.

Call:

lm(formula = y ~ x)

Residuals:

      1 2 3 4 5 6

 3.3333 -0.6667 -2.6667 -2.6667 -0.6667 3.3333

Coefficients:

            Estimate Std. Error t value Pr(>|t|)   

(Intercept)  -9.3333 2.8441  -3.282 0.030453 * 

x 7.0000 0.7303 9.585 0.000662 ***

---

Signif. codes:  0 ‘***’ 0.001 ‘**’ 0.01 ‘*’ 0.05 ‘.’ 0.1 ‘ ’ 1

Residual standard error: 3.055 on 4 degrees of freedom

Multiple R-squared:  0.9583, Adjusted R-squared:  0.9478

F-statistic: 91.88 on 1 and 4 DF,  p-value: 0.000662

> 
par
(
mfrow
 
=
 
c
(
2
,
 
2
))
  
# Create a 2 by 2 layout for figures.

> 
plot
(
model
)
  
# Output diagnostic plots of the model.

```

### Mandelbrotov skup
Sljedeći primjer prikazuje R kod koji izračunava Mandelbrotov skup kroz prvih 20 ponavljanja jednadžbe z = z2 + c za različite konstante c.
Osim toga, ovaj primjer prikazuje:
- korištenje vanjskih knjižnica koje su razvile zajednice (zvane paketi), u ovom slučaju caTools paket
- višedimenzionalne nizove brojeva koji se koriste kao osnovni tip podataka, pogledajte varijable C, Z i X.

```
install.packages
(
"caTools"
)
  
# install external package

library
(
caTools
)
             
# external package providing write.gif function

jet.colors
 
<-
 
colorRampPalette
(
c
(
"red"
,
 
"blue"
,
 
"#007FFF"
,
 
"cyan"
,
 
"#7FFF7F"
,

                                 
"yellow"
,
 
"#FF7F00"
,
 
"red"
,
 
"#7F0000"
))

dx
 
<-
 
1500
                    
# define width

dy
 
<-
 
1400
                    
# define height

C
  
<-
 
complex
(
real
 
=
 
rep
(
seq
(
-2.2
,
 
1.0
,
 
length.out
 
=
 
dx
),
 
each
 
=
 
dy
),

              
imag
 
=
 
rep
(
seq
(
-1.2
,
 
1.2
,
 
length.out
 
=
 
dy
),
 
dx
))

C
 
<-
 
matrix
(
C
,
 
dy
,
 
dx
)
       
# reshape as square matrix of complex numbers

Z
 
<-
 
0
                       
# initialize Z to zero

X
 
<-
 
array
(
0
,
 
c
(
dy
,
 
dx
,
 
20
))
 
# initialize output 3D array

for 
(
k
 
in
 
1
:
20
)
 
{
            
# loop with 20 iterations

  
Z
 
<-
 
Z
^
2
 
+
 
C
               
# the central difference equation

  
X
[,,
 
k
]
 
<-
 
exp
(
-
abs
(
Z
))
   
# capture results

}

write.gif
(
X
,
 
"Mandelbrot.gif"
,
 
col
 
=
 
jet.colors
,
 
delay
 
=
 
100
)

```

## Sučelje

### Grafičko korisničko sučelje
- RKWard - proširivo grafičko korisničko sučelje i integrirano razvojno okruženje okruženje za R.
- RStudio - međuplatformsko integrirano razvojno okruženje otvorenog koda (također se može pokrenuti na Linux poslužitelju).
- Deducer - grafičko korisničko sučelje za analizu podataka (slično SPSS / JMP / Minitab).
- Java GUI for R - Nezavisni R terminal i uređivač koji se temelji na Javi (poznat i kao JGR).
- Rattle GUI - cross-platform grafičko korisničko sučelje otvorenog koda zasnovano na RGtk2 (R za Gimp Tool Kit).
- R Commander - višeplatformsko grafičko korisničko sučelje zasnovano na tcltk.
- RExcel - povezivanje aplikacije Microsoft Excel s programskim jezikom R.
- RGUI - dolazi s prekompajliranom verzijom R-a za Microsoft Windows.
- RWe - omogućuje rudarenje podataka pomoću Weka i statističku analizu u R-u.
- Tinn-R - program otvorenog koda koji uključuje razvojno okruženje s isticanjem sintakse, slično, na primjer MATLAB-u. Tinn-R dostupan je samo za Microsoft Windows.
- R Tools for Visual Studio - dodatak za Microsoft Visual Studio, koji omogućuje upotrebu R jezika.

### Jezici skriptiranja
R funkcije su dostupne u nekoliko skriptnih jezika kao što su Python (RPY paket), Perl (Statistics::R modul), Ruby (RSRuby knjižnica) i F # (R Type Provider). Skriptiranje je moguće i putem Littlera te RDEMO-a.

## useR! konferencije
Službeno godišnje okupljanje korisnika R naziva se "useR!". Prva takva konferencija održana je u Austriji u svibnju 2004. godine. Konferencija nije održana 2005. godine, ali se zato održaval svake naredne godine, obično naizmjenično između lokacija u Europi i Sjevernoj Americi. Lista održanih konferencija:
- useR! 2006., Beč, Austrija
- useR! 2007., Ames, Iowa, SAD
- useR! 2008., Dortmund, Njemačka
- useR! 2009., Rennes, Francuska
- useR! 2010., Gaithersburg, Maryland, SAD
- useR! 2011., Coventry, Ujedinjeno Kraljevstvo
- useR! 2012., Nashville, Tennessee, SAD
- useR! 2013., Albacete, Španjolska
- useR! 2014., Los Angeles, Kalifornija, SAD
- useR! 2015., Aalborg, Danska
- useR! 2016., Stanford, Kalifornija, SAD
- useR! 2017., Bruxelles, Belgija
- useR! 2018., Brisbane, Australija
- useR! 2019., Toulouse, Francuska
- useR! 2020., St. Louis, Missouri, SAD (održano online zbog pandemije COVID-19)

## Vanjske poveznice
- Službena stranica R-a